# Charlotte von Hezel
Charlotte von Hezel ou Charlotte Henriette Hezel, née Charlotte Henriette Schwabe le 8 janvier 1755 à Ilmenau dans le duché de Saxe-Weimar et morte le 3 avril 1817 à Tartu en Estonie, est une écrivaine et journaliste allemande. Elle publie en 1779 sous son propre nom un magazine féminin, Wochenblatt für's Schöne Geschlecht, et crée une Frauenlesegesellschaft (Société de lecture de femmes) à Gießen, active de 1786 à 1801.

## Biographie
Charlotte von Hezel est la seule fille dans une fratrie de quatre enfants ; son père Johann Wilhelm Schwabe est pasteur protestant à Ilmenau dans le duché de Saxe-Weimar, surintendant régional. Elle reçoit une formation littéraire et artistique chez ses parents, notamment de son frère aîné, Heinrich Elias Gottlob Schwabe (1750-1831), juriste, historien et philologue.   
Le 14 juin 1778, elle épouse Wilhelm Friedrich Hezel, conseiller de cour et théologien. Ils vivent près d'Ilmenau, où Hezel, devenu entre-temps comte palatin impérial, termine la publication de sept volumes de son œuvre biblique avec la collaboration de sa femme. De leur mariage naissent deux fils et deux filles ; leur fils Johann Karl Wilhelm Friedrich (1786-1831) fait des études de philosophie et travaille comme avocat.
En 1779, Charlotte von Hezel publie pendant huit mois à Ilmenau quatre numéros d'un périodique : Wochenblatt für's Schöne Geschlecht (Hebdomadaire pour le beau sexe) ; elle est la première femme à publier une revue, quatre ans avant la revue publiée par Sophie de La Roche en 1783-1784 : Pomona für Teutschlands Töchter. Le magazine paraît deux fois par semaine, le mercredi et le samedi, et comporte huit pages. Hezel y traite de sujets comme la mode, l'économie domestique, et contribue à l'éducation des femmes en publiant des textes sur l'histoire de l'art et la littérature (présentation de nouvelles parutions). Pour la première fois dans un hebdomadaire, on trouve une série d'articles traitant de l'alimentation des femmes d'un point de vue médical ; Hezel indique que ces articles ont été rédigés par un médecin, mais sans donner de nom d'auteur (il s'agit peut-être du frère de Hezel, Ernst Schwabe, qui était professeur de médecine à Gießen). Elle se fait ainsi un nom dans le milieu littéraire, et est considérée comme une écrivaine et une rédactrice aux ambitions littéraires et politiques,.
L'hebdomadaire comptait 173 abonnés selon Ulrike Weckel, Archangeli en comptant 130, dont 32 femmes. Selon Hezel, l'hebdomadaire s'arrête non pas en raison d'un manque d'abonnés, mais parce que les canaux de distribution postale, peu fiables à l'époque, posaient trop de difficultés. Dans un dernier billet, Hezel exprime son mécontentement à l'égard de la Direction générale des postes (Oberpostdirektion) de Nuremberg et des difficultés et retards dans la distribution postale publique.
De 1786 à 1801, le couple s'installe à Gießen où son mari a été nommé professeur de littérature orientale et biblique à l'université ; elle y crée une société de lecture féminine avec d'autres épouses de professeurs de l'université et cultive son amitié avec Christoph Gottlieb von Murr ; après le départ de Hezel, le cercle est continué par Christiane Crome, sœur d'un professeur de sciences à l'université, mais on ignore quel en a été le destin,. 
En septembre 1801, elle s'installe à Tartu (Dorpat en allemand) en Estonie où son mari a été nommé professeur d'exégèse et de langues orientales à l'université ; il y enseigne jusqu'en 1820.
Charlotte von Hezel meurt à Tartu en 1817.